# Aneurisma de l'aorta abdominal
|  | No s'ha de confondre amb Dissecció de l'aorta. |

L'aneurisma de l'aorta abdominal (AAA) és un augment localitzat de l'aorta abdominal de manera que el diàmetre és superior a 3 cm o més d'un 50% més gran del normal. Normalment no causa símptomes, excepte si es produeix una ruptura. De tant en tant, es pot produir dolor abdominal, d'esquena o de cames. Els aneurismes grans de vegades es poden sentir pressionant l'abdomen. La ruptura pot provocar dolor a l'abdomen o l'esquena, pressió arterial baixa o pèrdua de consciència, i sovint provoca la mort.

## Causes i diagnòstic
Els AAA es produeixen amb més freqüència en persones majors de 50 anys, en homes i en persones amb antecedents familiars. Altres factors de risc inclouen el tabaquisme, la pressió arterial alta i altres malalties del cor o dels vasos sanguinis. Les condicions genètiques amb un risc augmentat inclouen la síndrome de Marfan i la síndrome d'Ehlers-Danlos. Els AAA són la forma més comuna d'aneurisma aòrtic. Al voltant del 85% es produeix per sota dels ronyons i la resta ja sigui al nivell o per sobre dels ronyons. Als Estats Units, es recomana el cribratge amb ecografia abdominal per als homes d'entre 65 i 75 anys amb antecedents de tabaquisme. Al Regne Unit i Suècia, es recomana examinar tots els homes de més de 65 anys. Un cop es troba un aneurisma, normalment es fan ecografies de manera regular.

## Prevenció i tractament
No fumar és la millor manera de prevenir la malaltia. Altres mètodes de prevenció inclouen el tractament de la pressió arterial alta, el tractament del colesterol alt i no tenir sobrepès. La cirurgia es recomana generalment quan el diàmetre d'un AAA creix fins a >5,5 cm en els homes i >5,0 cm en les dones. Altres motius de reparació inclouen la presència de símptomes i un ràpid augment de la mida, definit com més d'un centímetre per any. La reparació pot ser mitjançant cirurgia aòrtica oberta o reparació endovascular d'aneurisma (REVA). En comparació amb la cirurgia oberta, la REVA té un menor risc de mort a curt termini i una estada hospitalària més curta, però pot ser que no sempre sigui una opció. No sembla que hi hagi cap diferència en els resultats a llarg termini entre els dos, però la necessitat de repetir el procediment és més freqüent amb la REVA.

## Prognosi i epidemiologia
Els AAA afecten entre el 2 i el 8% dels homes majors de 65 anys. Són cinc vegades més freqüents en els homes. En aquells amb un aneurisma de menys de 5,5 cm, el risc de trencament l'any següent és inferior a l'1%. Entre els que tenen un aneurisma d'entre 5,5 i 7 cm, el risc és d'un 10%, mentre que per als que tenen un aneurisma superior a 7 cm el risc és d'un 33%. La mortalitat si es trenca és del 85% al 90%.